# Gerardo Rivero
Gerardo Damián Rivero (Ciudad de Buenos Aires, Argentina. 12 de marzo de 1975) es un ex-futbolista argentino. Jugaba de centrocampista y su primer club fue San Lorenzo.

## Carrera
Comenzó su carrera en 1994 jugando para San Lorenzo de Almagro. Jugó para ese club hasta 1996. En ese año se pasó a Nueva Chicago. Se mantuvo hasta el año 1997. En ese año se pasó a Sportivo Italiano, jugando en ese equipo hasta 1998. En ese año se fue a Almagro, en donde estuvo hasta el 2001. En ese año se fue a España para integrarse al Osasuna. Se quedó ahí hasta 2004. En ese año se marchó al Ciudad de Murcia. Estuvo hasta 2006. En 2007 regresó a la Argentina para jugar en Huracán. Ese año regresó a Almagro, estando en el equipo hasta 2009. En ese año se marchó al Berazategui, club en el cual se retiró en 2010.

## Clubes
| Club                   | País      | Año       |
| ---------------------- | --------- | --------- |
| San Lorenzo de Almagro | Argentina | 1994-1996 |
| Nueva Chicago          | Argentina | 1996-1997 |
| Sportivo Italiano      | Argentina | 1997-1998 |
| Almagro                | Argentina | 1998-2001 |
| Osasuna                | España    | 2001-2004 |
| Ciudad de Murcia       | España    | 2004-2006 |
| Huracán                | Argentina | 2007      |
| Almagro                | Argentina | 2007-2009 |
| Berazategui            | Argentina | 2009-2010 |